# 開罐器

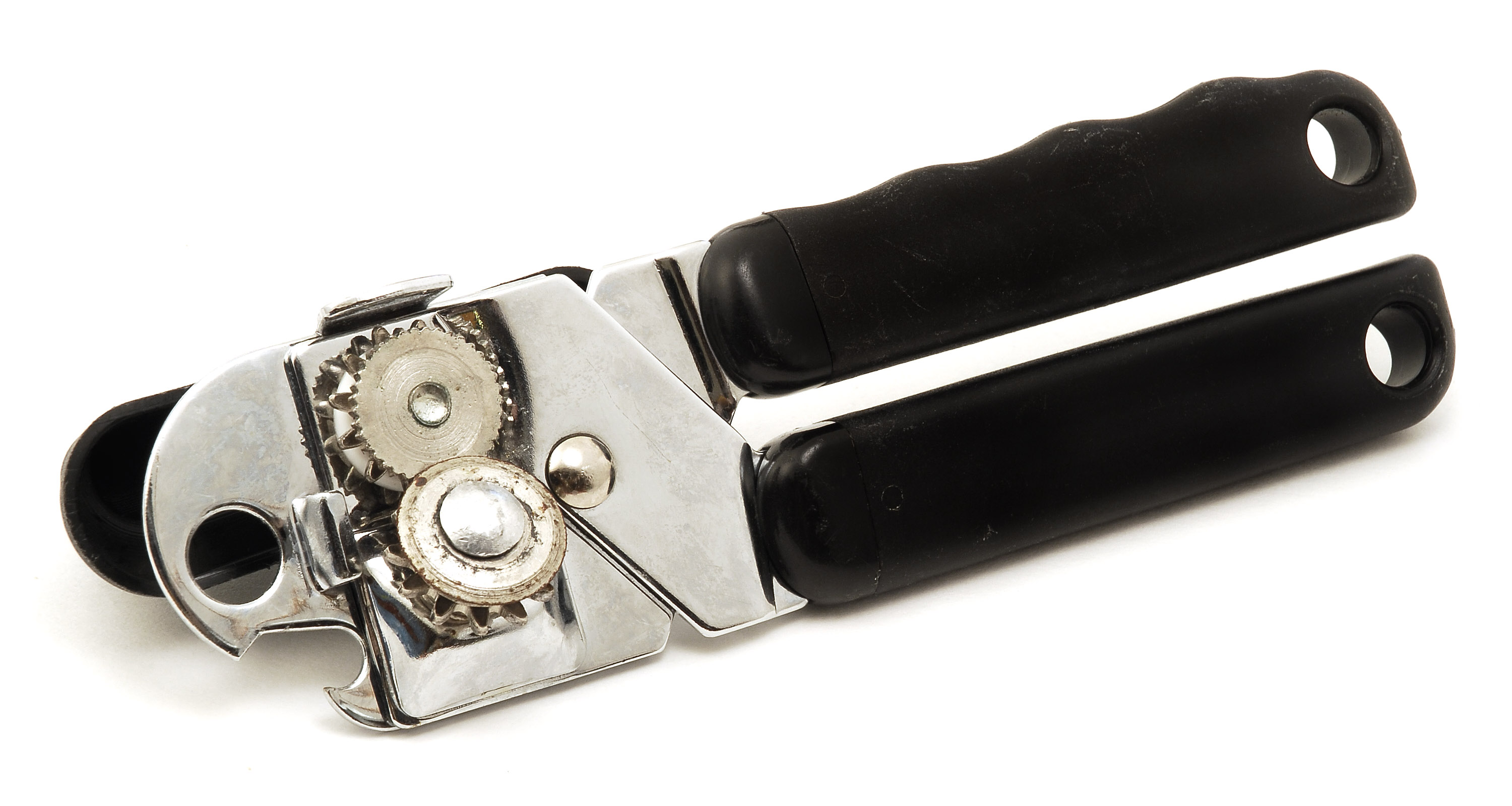
現代的開罐器，使用時用左手緊握開罐器，使帶有刀刃的輪子刺穿罐頭的蓋子，右手旋動手柄使輪子及齒輪圍繞罐頭的邊緣轉動，從而切開罐頭的蓋子

開罐器是一種開罐頭的工具。儘管荷蘭至少早在1772年就開始使用錫罐保存食物，但最早的開罐器直到1855年在英國和1858年才獲得專利。這些早期的開罐器本質上是刀的變種，儘管1855年的設計仍在生產。
最初的罐頭都是用小刀或鑿刀來開啟。1858年，美國人Ezra Warner申請了一個開罐器的專利。1870年William Lyman發明了有輪子的開罐器。1925年Star Can公司發明了有齒輪輪子的開罐器，並使罐蓋與切割輪保持接觸。這種易於使用的設計已成為最受歡迎的開罐器型號之一。1931年電動開罐器出現。
二戰期間，軍用開罐器應運而生，例如美國的P-38和P-51。這些開罐器設計堅固緊湊，拉切式刀片鉸接在帶樞軸的波紋手柄上。電動開罐器於1950年代末期問世，並大獲成功。新型開罐器的研發仍在繼續，最近又重新設計了一款側切式開罐器。

## 類型

### T型把手

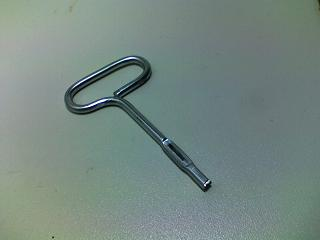
T型把手開罐器

19 世紀，罐頭製作過程實現了機械化和精細化。罐壁變得更薄，但仍然沒有通用的開罐器。
1866年，J. Osterhoudt 獲得了旋匙式罐頭的專利。每個罐頭都焊接有一個旋匙，透過來回彎曲使連接點疲勞後，旋匙就會斷裂。不同類型的食品有各自的罐頭樣式和形狀，每種罐頭都有相應的旋匙。罐裝魚（如沙丁魚）裝在扁平的矩形罐頭中出售。將旋匙插入折疊式拉環中，然後繞著罐頭頂部滾動，揭開預先刻好的金屬條。咖啡、豆類以及大多數其他類型的肉類都包裝在圓筒中，配有大小合適的旋匙，操作方式相同。

### 槓桿

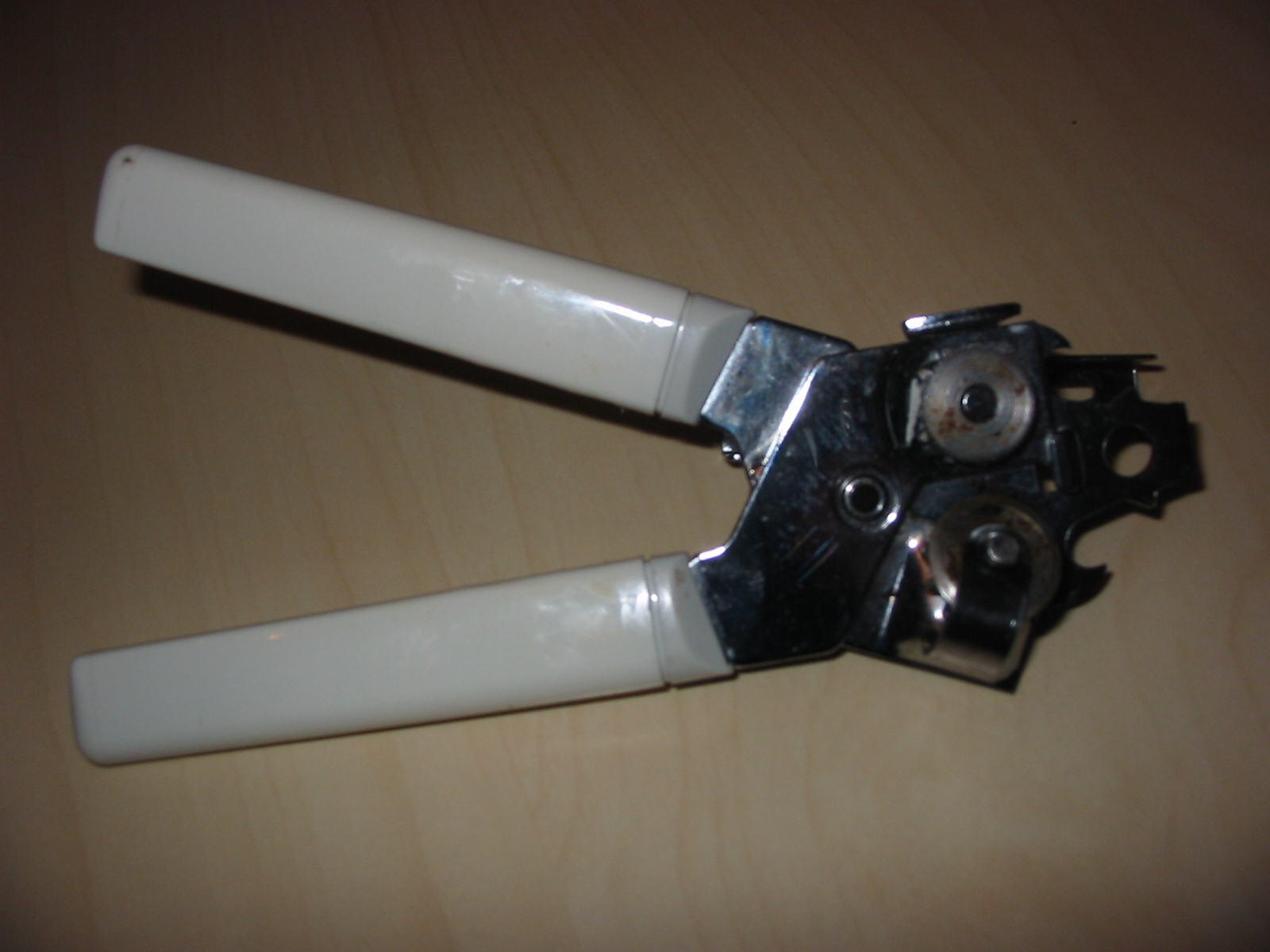
有輪子的開罐器

通用開罐器最早出現於19世紀50年代，其設計最初為原始的爪形或「槓桿式」。

### 旋轉輪

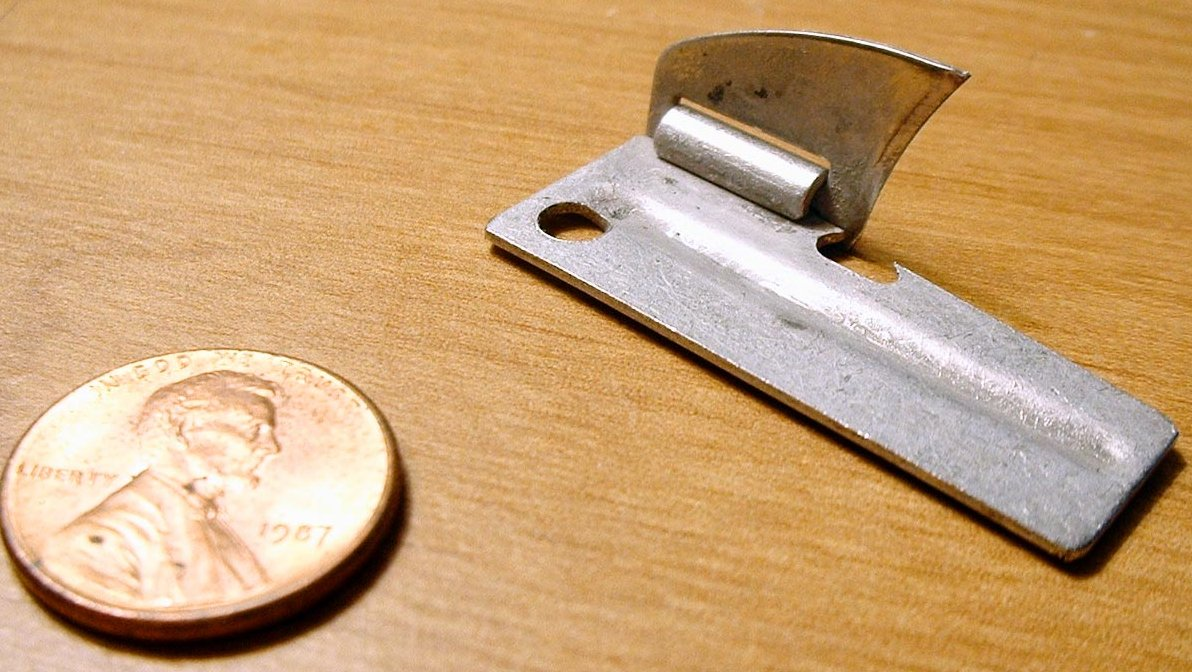
美國陸軍在二戰至1980年代使用的P-38開罐器

第一款旋轉輪式開罐器於1870年7月由美國康乃狄克州梅里登的威廉·萊曼申請專利，並於19世紀90年代由鮑姆加滕公司生產。

## 外部連結
维基共享资源上的相關多媒體資源：開罐器